# Wapen van Spannum

Wapen van Spannum

Het wapen van Spannum is het dorpswapen van het Nederlandse dorp Spannum, in de Friese gemeente Waadhoeke. Het wapen werd in 1997 geregistreerd.

## Beschrijving
De blazoenering van het wapen luidt als volgt:
In blauw twee schuingekruiste gouden pijlen met de punten naar boven, beladen met een rood hart met gouden vlammen.
De heraldische kleuren zijn: azuur (blauw), goud (goud) en keel (rood).

## Symboliek

Brandend hart met pijlen: symbool voor Christus. Het is ontleend aan een memoriebord in de kerk van Spannum uit 1729 ter gelegenheid van een verbouwing.